# Cornelius Herz

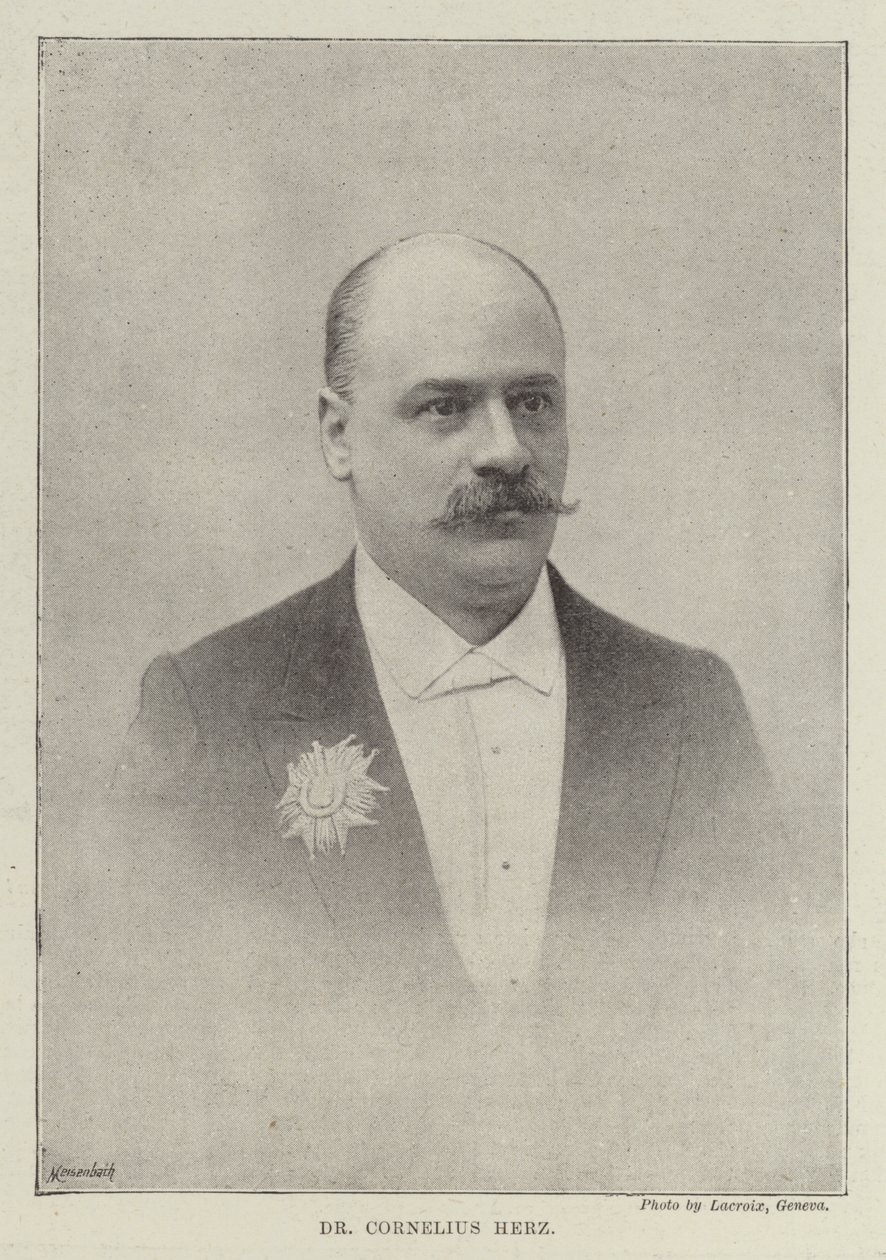
Cornelius Herz

Cornelius Herz (* 3. September 1845 in Besançon; † 6. Juli 1898 in Bournemouth) war ein französischer Arzt und Geschäftsmann, der in den Panama-Skandal verwickelt war.

## Leben
Über die Herkunft von Herz ist wenig bekannt. Vermutlich war er das Kind deutsch-jüdischer Einwanderer und studierte in Leipzig, bevor er sich in Paris, unter prekären Verhältnissen lebend, niederließ.
Während des Deutsch-Französischen Kriegs von 1870 diente er in der Loire-Armee und wurde dort Adjutant des Majors. Am 31. August 1879 wurde er zum Ritter der Ehrenlegion ernannt, offiziell für diesen Feldzug. Nach dem Krieg versuchte er sein Glück in den Vereinigten Staaten, wo seine Eltern lebten. Andere Quellen besagen, dass er 1848 seinen Eltern nach New York gefolgt sei und dort öffentliche Schulen in den USA besucht habe, bevor er seinen Abschluss am City College of New York machte. Nach seinem Medizinstudium soll er nach Chicago gegangen sein, bevor er 1872 eine Stelle als Arzt am Mount Sinai Hospital in New York fand.
1873 heiratete er in Boston die Tochter eines seiner Patienten, Bianca Saroni (oder Sarony) und nahm sie im Jahr darauf mit nach San Francisco, wo er sich auf Nervenkrankheiten spezialisierte. In seiner Freizeit investierte er in Immobilien und erforschte die Elektrizität und den Galvanismus.

### In Paris
Er kehrte 1877 mit seinen beiden Töchtern Irma und Edna nach Paris zurück, wo sein Sohn Ralph und drei weitere Mädchen, Olga, Sybil und Adelaide, geboren wurden. Ralph Herz machte Anfang des 20. Jahrhunderts als Schauspieler und Sänger Karriere. Cornelius Herz gründete die Compagnie de transport de la force électrique, indem er die Arbeiten von Marcel Deprez adaptierte. Er meldete 1880 das Patent für ein Kondensator-Telefonsystem an, das eine bessere Sprachübertragung über große Entfernungen ermöglichte. Seine Arbeiten wurden regelmäßig in der von ihm im Jahr zuvor gegründeten Zeitschrift La Lumière électrique kommentiert.

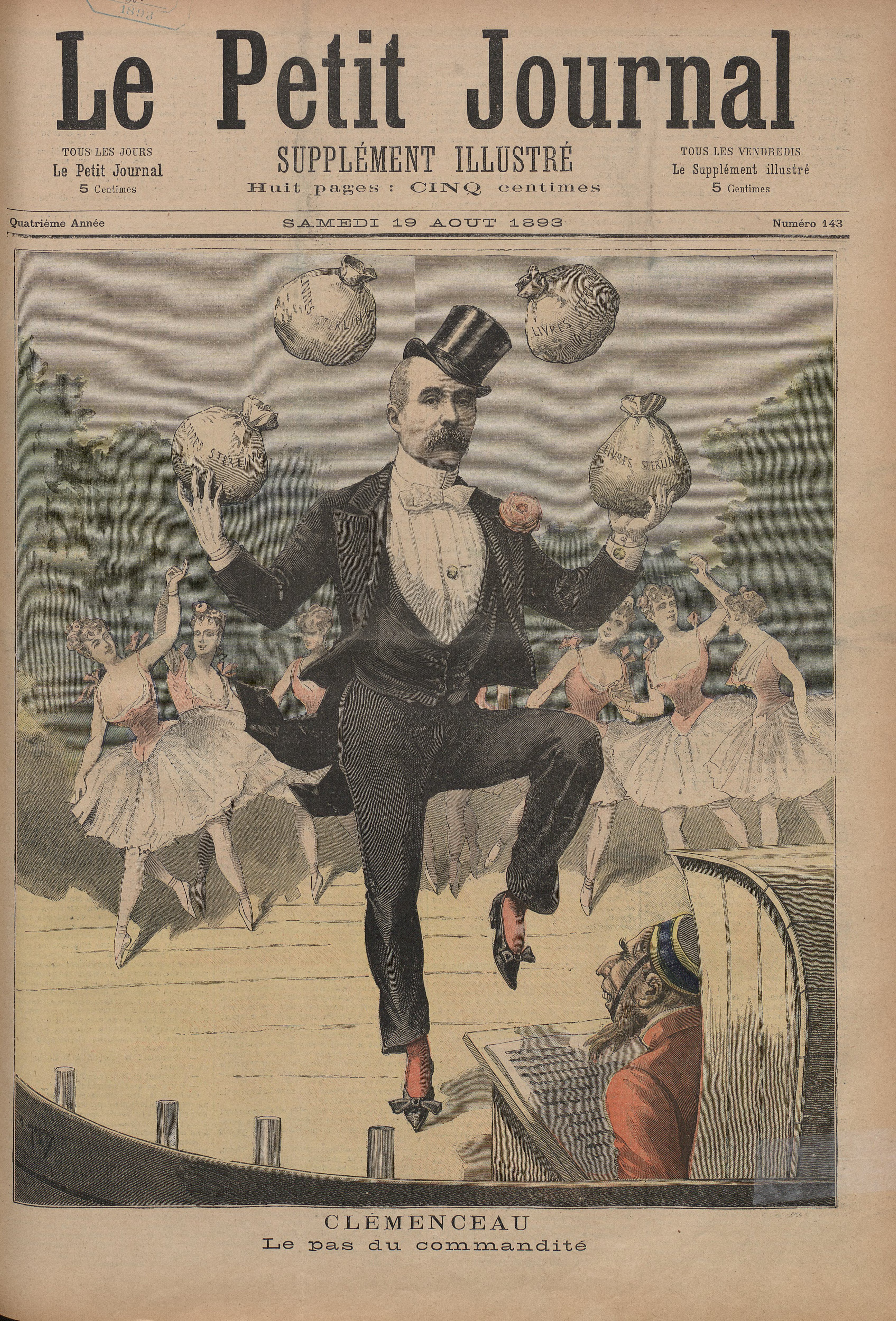
Clemenceau – Der Schritt des Komplementärs; Le Petit Journal Supplément illustré, 19. August 1893

Sein Ruf ging über die Wissenschaft hinaus, er verkehrte in politischen Kreisen und freundete sich mit Georges Clemenceau an, dessen Zeitung La Justice er finanzierte. 1886 ließ Clemenceau in der Zeitung eine Klarstellung veröffentlichen, dass die Aktien, die er zwischen 1881 und 1883 erworben hatte, 1885 von der Zeitung zurückgekauft worden waren.
Herz wurde 1881 Großoffizier der Ehrenlegion. Als die Regierung 1892 von der Opposition befragt wurde, gab sie an, dass Herz die Ehrenlegion als „Elektriker und als Ausländer“ erhalten hatte, und zwar als „amerikanischer Delegierter auf der Pariser Ausstellung von 1881“, auf der die Anwendungen der Elektrizität vorgestellt wurden und ein internationaler wissenschaftlicher Kongress stattfand.

### Panamaskandal
Zu seinen Beziehungen in Industrie- und Politikkreisen gehörte auch eine Verbindung zu Baron Jacques de Reinach, der damals für die Werbung der 1879 von Ferdinand de Lesseps gegründeten Compagnie universelle du canal interocéanique de Panama zuständig war. Herz schlug ihm vor, sich bei seinen Bekannten in der Abgeordnetenkammer für ein Gesetz einzusetzen, das es der Gesellschaft ermöglichte, eine Anleihe für den Bau des Panamakanals aufzunehmen. Um sein Ziel zu erreichen, griff er auch auf Bestechung zurück. Baron de Reinach wurde vermutlich von Herz erpresst und am 20. November 1892 tot aufgefunden, als eine Untersuchung die Unregelmäßigkeiten aufklären sollte. Dieses Ereignis war der Auslöser für den Panamaskandal.

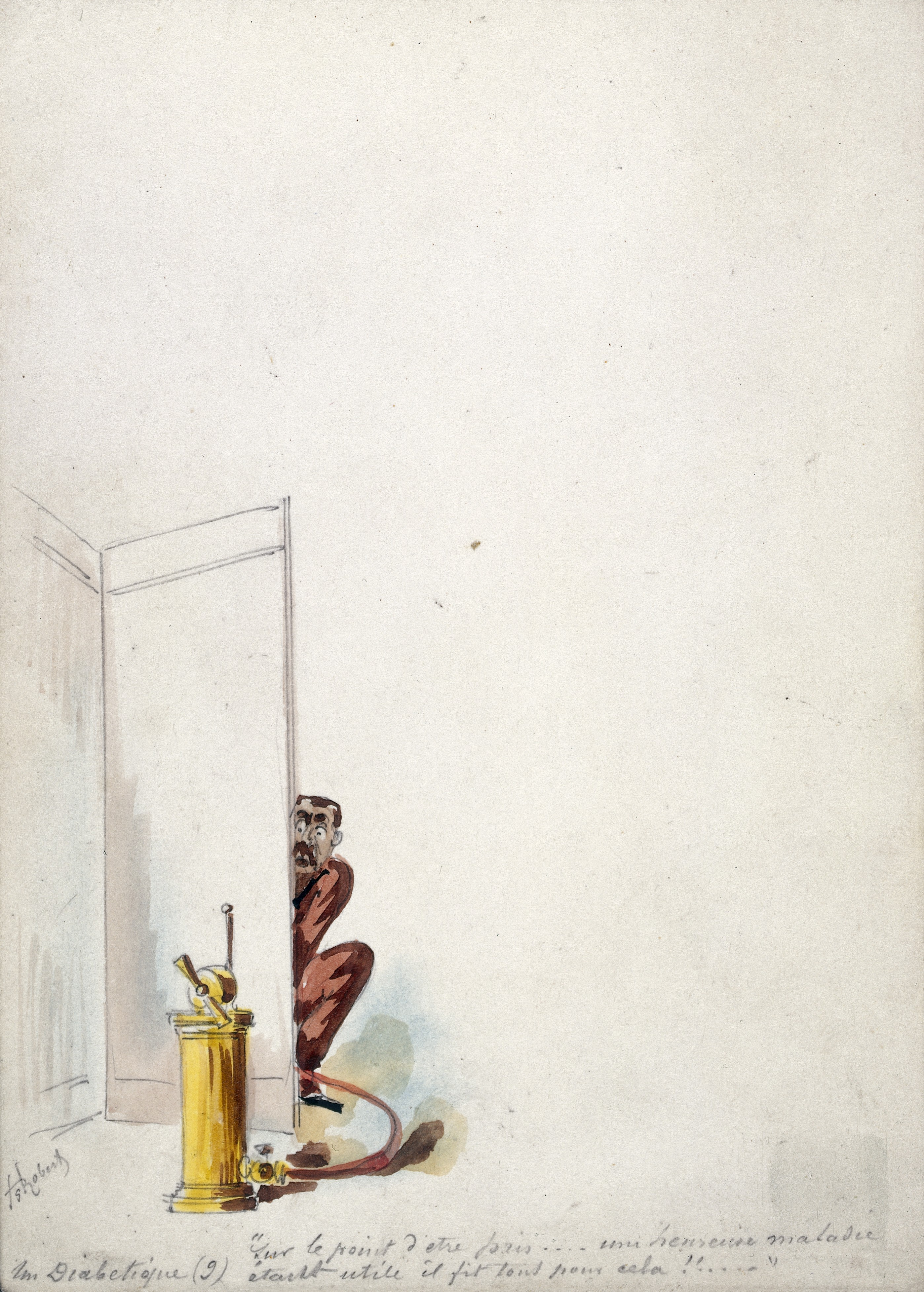
Der Panamakanal: Dr. Cornelius Herz, der nach Bournemouth geflohen ist; Karikatur von H.S. Robert, ca. 1897

Herz floh nach England. Er wurde von der französischen Justiz zu fünf Jahren Gefängnis verurteilt und sein Name aus der Liste der Träger der Ehrenlegion gestrichen. Um seiner Auslieferung zu entgehen, machte Herz seine amerikanische Staatsbürgerschaft geltend. Er drohte auch damit, alles über den Fall, in den zahlreiche Politiker der damaligen Zeit verwickelt waren, zu enthüllen, doch die französische Parlamentskommission, die seinen Wohnsitz aufsuchte, kehrte ohne schlüssige Beweise nach Paris zurück. Im Januar 1893 wurde er schließlich unter dem Vorwurf des Diebstahls von Finanzpapieren verhaftet. Aus gesundheitlichen Gründen erschien er jedoch nicht vor dem Gericht in London.
Er blieb vier Jahre lang in seinem englischen Haus eingeschlossen und konnte nicht vor Gericht gestellt werden. Mit seinem Tod im Juli 1898 war das Verfahren gegen ihn beendet. Bernard Lazare schrieb über ihn: „Cornelius Herz hatte nie ein Vaterland, obwohl er mehreren diente; er scheint immer nur eine Leidenschaft gehabt zu haben: die Leidenschaft für Gold.“